# Río Stewart
 El río Stewart (en inglés Stewart River) es un afluente del río Yukón que discurre íntegramente por el territorio del Yukón, en el Canadá. Tiene una longitud de 533 km y nace en las montañas Selwyn, en la frontera entre los Territorios del Noroeste y Yukón. Desde este punto el río discurre hacia el este, para ir a encontrar la villa de Mayo. El río atraviesa la autopista Klondike Highway en Stewart Crossing, y durante unos 56 km corren paralelos. Después de dejar la autopista, el río va hacia el suroeste hasta unirse al río Yukón 112 km al sur de Dawson City. El pueblo abandonado de Stewart River se encuentra en la desembocadura del río. 
El río Stewart fue explorado por Robert Campbell, de la Hudson's Bay Company, el 1850 y lo llamó cómo alguno de sus compañeros de empresa. La zona se encontraba sin desarrollar hasta que la fiebre del oro abrió el área a la prospección y la minería. Al estar el río alejado del río Klondike y sus minas de oro más conocidas no recibió tanta atención por parte de las grandes compañías mineras. Aquí fueron pequeños mineros a título individual y pequeñas empresas las que buscaron oro a lo largo del río. El 1914 se encontró plata en un afluente, cosa que estimuló la minería.
La extracción de plata fue en aumento y en 1923 el valor de la plata extraída de la zona del río Stewart era superior a la del oro sacado del río Klondike.